# Därför att Ordet bland oss bor
Därför att Ordet bland oss bor är en psalm av Anders Frostenson som diktades år 1962 och musik komponerades av Carl Nielsen år 1919.

## Publicerad i
- Den svenska psalmboken 1986 som nr 377 under rubriken "Ordet".
- Finlandssvenska psalmboken 1986 som nr 208 under rubriken "Guds ord" med en melodi av Johann Crüger.
- Psalmer och Sånger 1987 som nr 414 under rubriken "Kyrkan och nådemedlen - Ordet".[1]